# شاخص زیستی

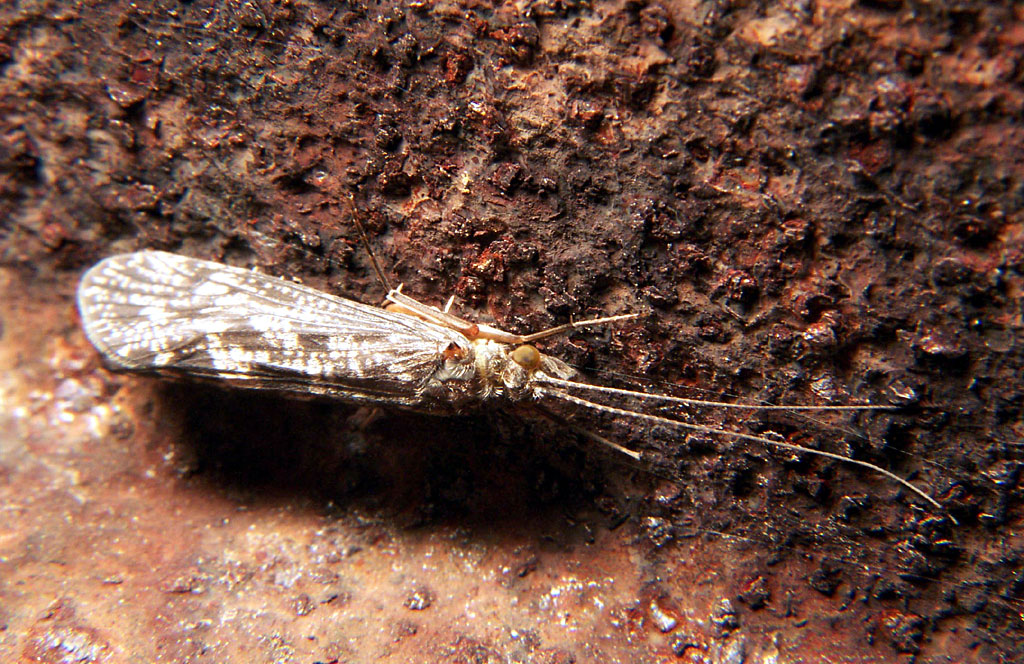
Caddisfly (راستهٔ بال‌مودار)، یک جانور بی‌مهره درشت که به عنوان شاخص کیفیت آب استفاده می‌شود.

شاخص زیستی یا نشانگر زیستی (به انگلیسی: bioindicator) (یا indicator species) هر گونه یا گروهی از گونه‌ها است که عملکرد، جمعیت یا وضعیت آن‌ها می‌تواند وضعیت کیفی محیط را آشکار کند. رایج‌ترین گونه‌های شاخص جانوران هستند. به‌عنوان مثال، پاروپایان و دیگر سخت‌پوستان کوچک آبی که در بسیاری از آب‌ها وجود دارند، می‌توانند از دیدگاه تغییرهای بیوشیمیایی، فیزیولوژیک یا رفتاری که ممکن است نشان‌دهنده مشکلی در اکوسیستم آن‌ها باشد، پایش شوند. شاخص‌های زیستی می‌توانند به ما در مورد اثر تجمعی آلاینده‌های مختلف در اکوسیستم که ممکن است وجود یک مشکل را در مدت زمانی نشان دهند درحالی‌که آزمایش‌های فیزیکی و شیمیایی نمی‌توانند به ما آن را بگویند.
پایشگر زیستی یا زیست‌پایشگر موجودی است که اطلاعات کمی در مورد کیفیت محیط پیرامون خود ارائه می‌دهد. بنابراین، یک زیست‌پایشگر خوب وجود آلاینده را نشان می‌دهد و همچنین می‌تواند در تلاش برای ارائه اطلاعات اضافی دربارهٔ میزان و شدت قرار گرفتن در معرض استفاده شود.

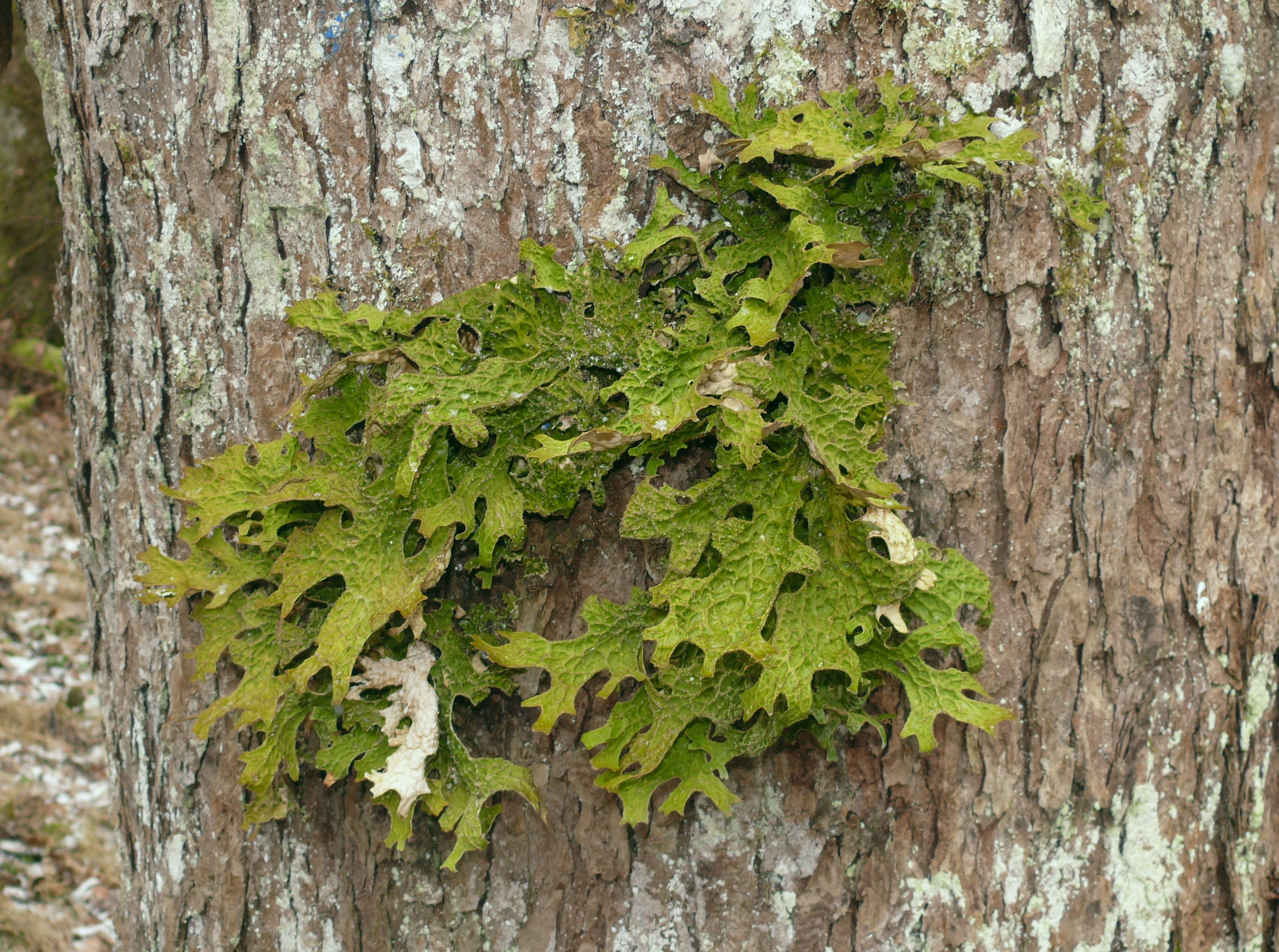
گلسنگ Lobaria pulmonaria به آلودگی هوا حساس است.

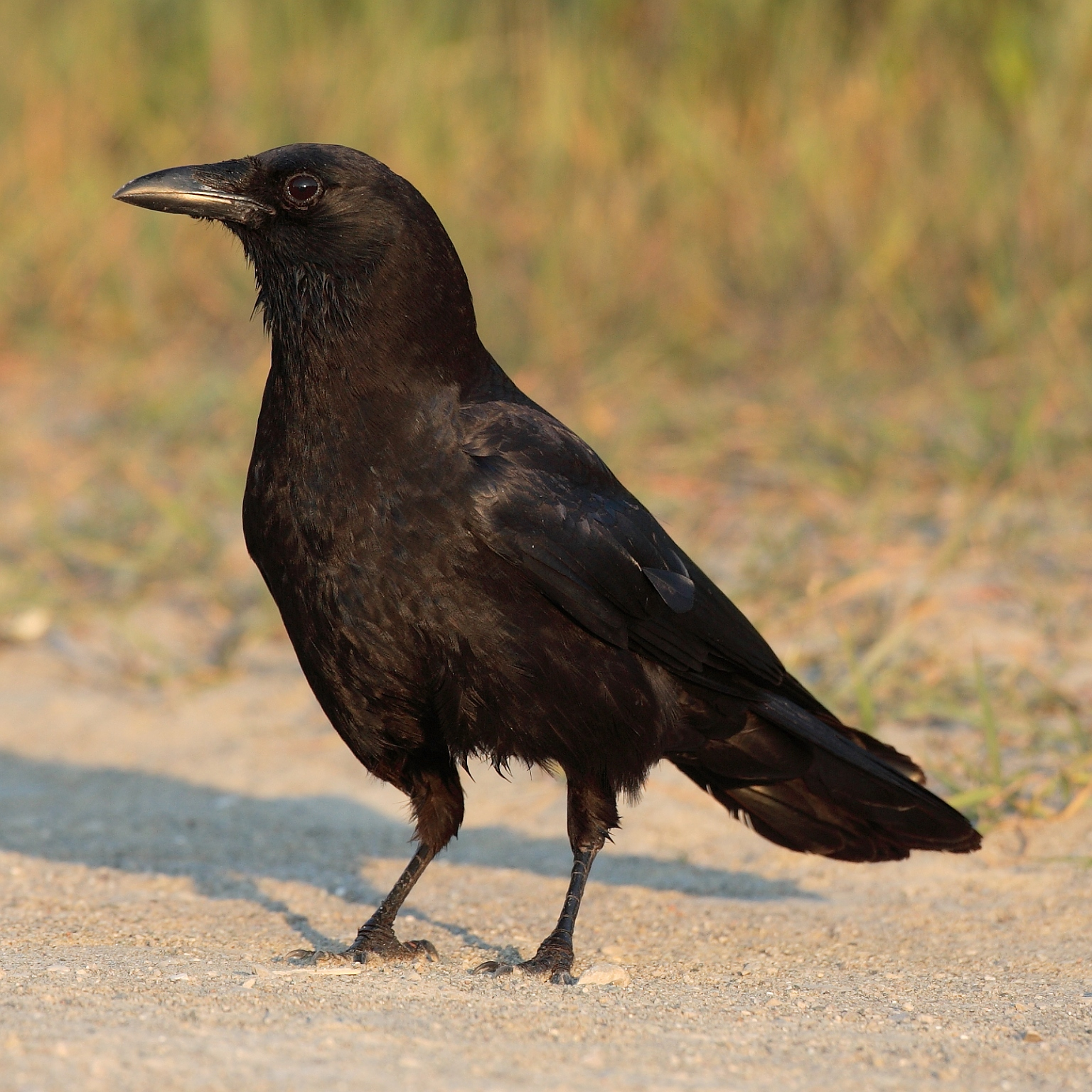
جمعیت‌های کلاغ‌های آمریکایی (Corvus brachyrhynchos) به‌ویژه به ویروس نیل غربی حساس هستند و می‌توانند به‌عنوان گونه‌ای شاخص زیستی برای حضور این بیماری در یک منطقه مورد استفاده قرار گیرند.